# 스테니오 가르시아

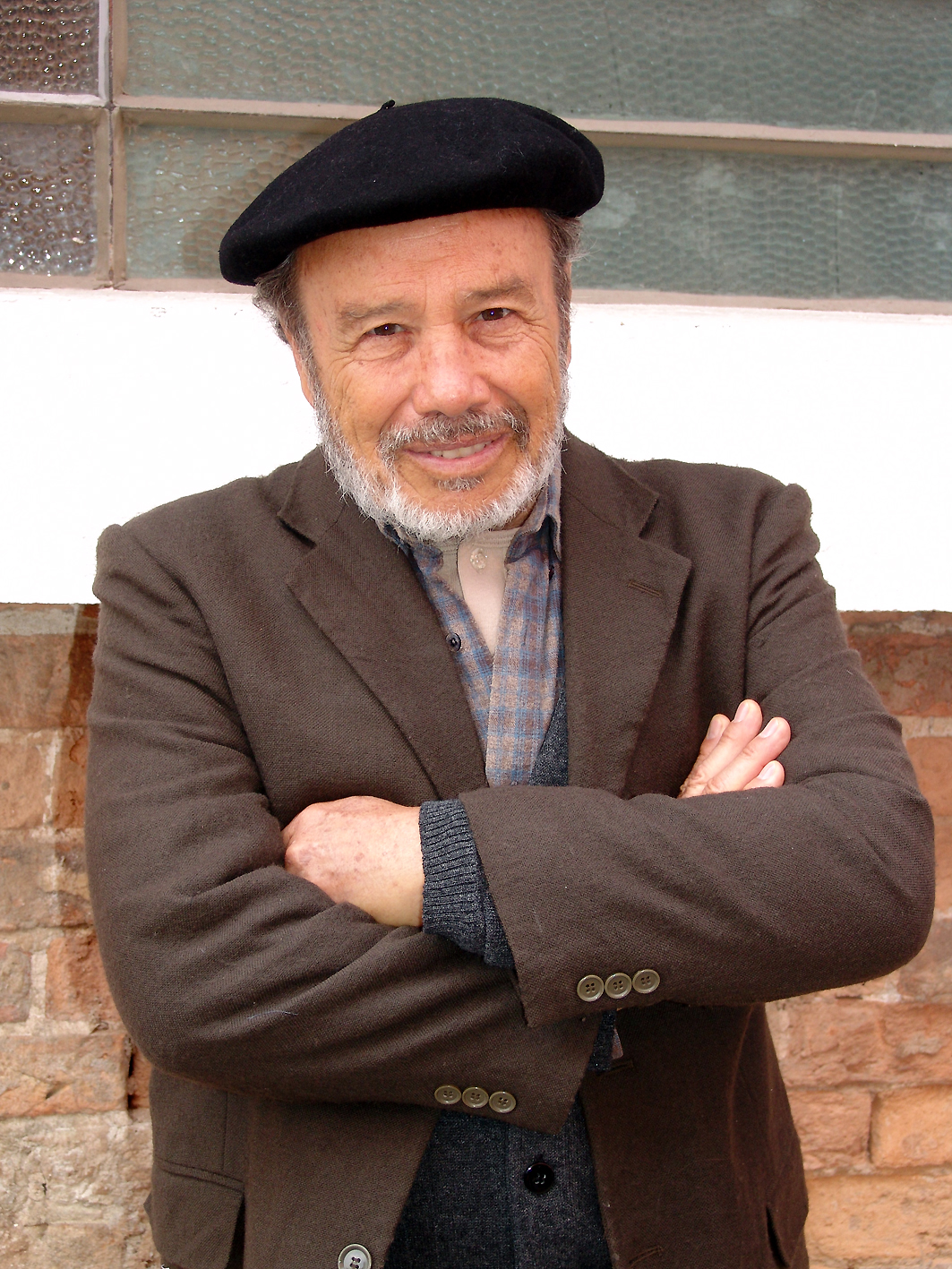

스테니오 가르시아(Stênio Garcia, 1932년 4월 28일 ~ )는 브라질의 배우이다.

## 영화
- 오 빠이 오 (2007년)
- 모래의 집 (2005년) - 루이즈 - 1942 역
- 너 나 그들 (2000년)
- 벨리 업 (1997년)
- 엣 플레이 인 더 필즈 오브 더 로드 (1991년)